# Blattnicksele
Blattnicksele, umesamisch Bláhnage, ist ein Ort (Småort) in der schwedischen Provinz Västerbottens län und der historischen Provinz Lappland in der Gemeinde Sorsele. Der Ort liegt etwa dreißig Kilometer südlich vom Hauptort der Gemeinde, Sorsele, an der Inlandsbahn sowie am Vindelälven. In dem kleinen Ort gibt es auch eine Schule.
Der Rocksänger Eddie Meduza war von dem Ortsnamen so fasziniert, dass er dem Ort ein Lied widmete.

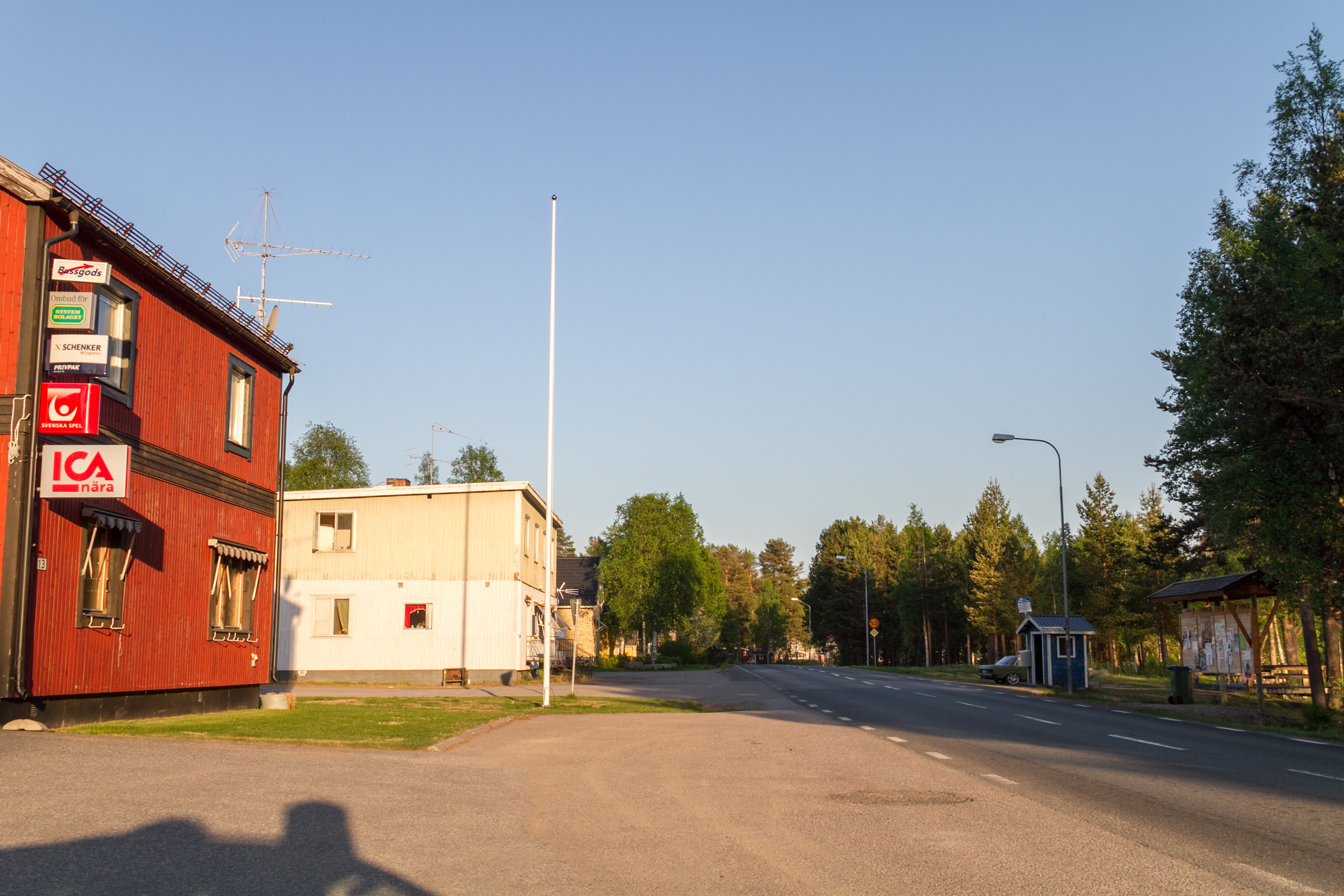
Im Ort
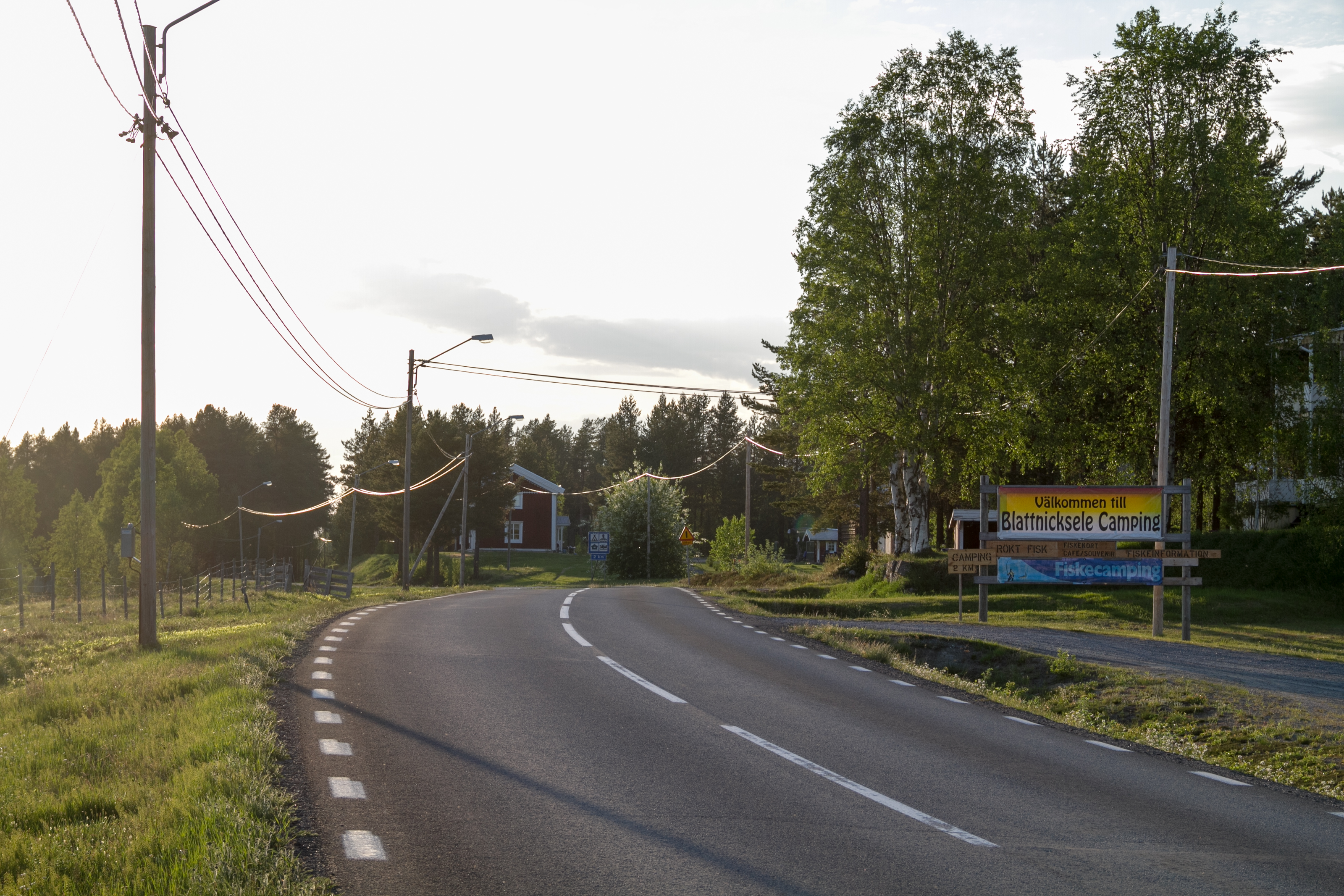
Blattnicksele von Süden
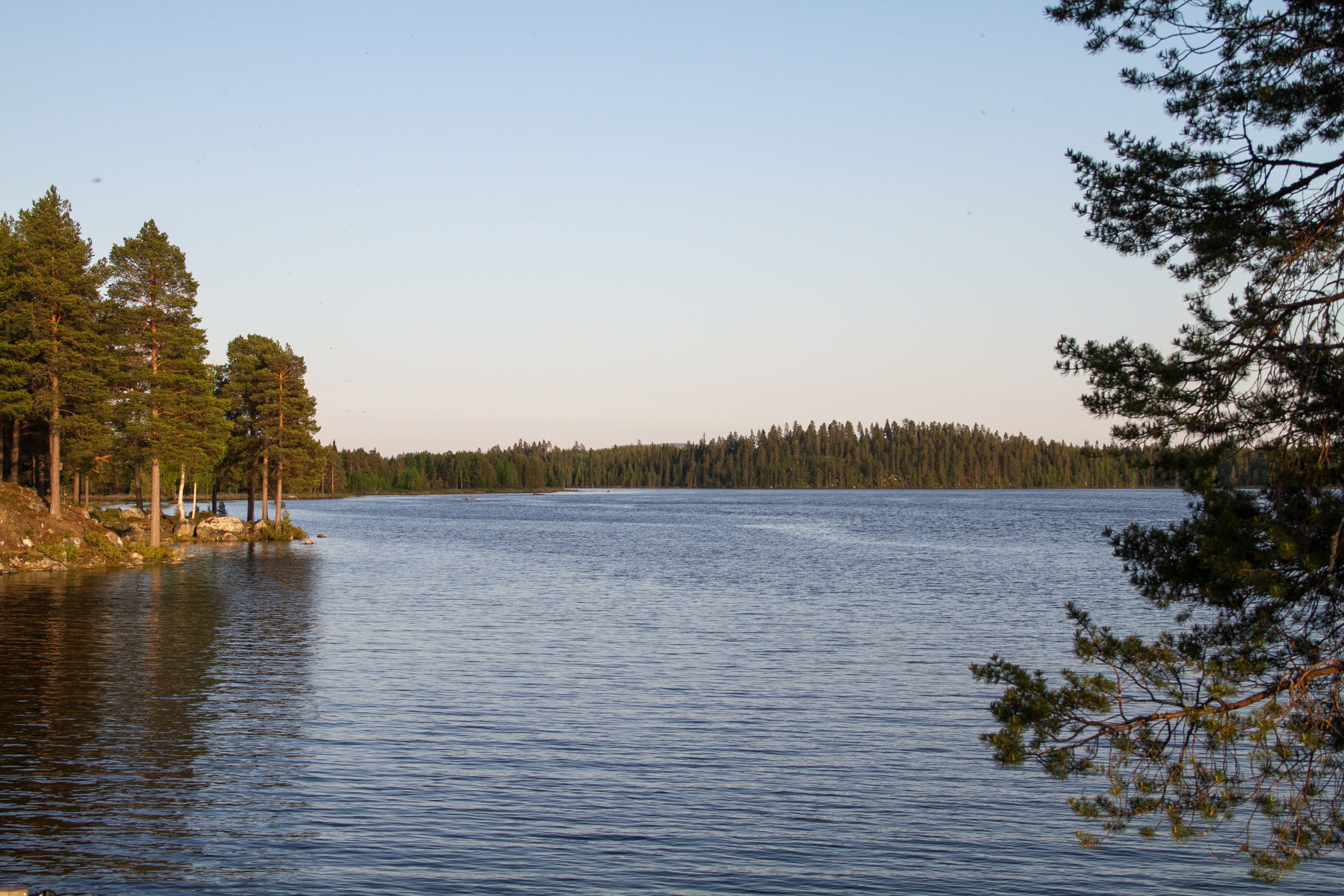
Blattnickselet